# Bedeno
Bedeno est un des 180 woredas de la région Oromia, en Éthiopie.
Il doit son nom à la ville de Bedeno qui est son centre administratif.
Le woreda compte 238 966 habitants en 2007.

## Situation
Situé entre 1 200 et 3 100 m d'altitude[réf. souhaitée] dans la zone Misraq Hararghe de la région Oromia, le woreda est bordé au sud par Gola Odana Meyumuluke, au sud-ouest par Malka Balo, à l'ouest par Deder, au nord-ouest par Meta, au nord par Jarso, au nord-est par Kurfa Chele et à l'est par Girawa.

## Démographie
D'après le recensement national de 2007 réalisé par l'Agence centrale de statistique d'Éthiopie, Bedeno compte 238 966 habitants et 3,8% de la population est urbaine.
La population urbaine comprend les 7 825 habitants de la ville de Bedeno et les 1 293 habitants de Farda.
La plupart (97,3%) des habitants du woreda sont musulmans.
En 2020, la population est estimée (par projection des taux de 2007) à 326 116 personnes.